# Petr Zeman
Petr Zeman (* 3. května 1947 Brno) je český bezpečnostní expert a bývalý disident. Patří k první vlně signatářů Charty 77 a v letech 1989–1990 se významně podílel na činnosti Občanského fóra v Brně. V letech 1998–2001 byl ředitelem Úřadu pro zahraniční styky a informace.

## Biografie
Vystudoval biologii na přírodovědecké fakultě dnešní Masarykovy univerzity v Brně. V době normalizace se živil převážně v dělnických a později technických profesích.
Od roku 1990 se podílel na utváření nových bezpečnostních struktur demokratického Československa, později České republiky. Měl vliv zejména na novou podobu civilní kontrarozvědky (Federální bezpečnostní informační služba, později Bezpečnostní informační služba), jejímž příslušníkem byl od září 1990 do srpna 1998. Následně byl v letech 1998–2001 ředitelem civilní rozvědky – Úřadu pro zahraniční styky a informace.
Od roku 2001 pracuje jako soukromý konzultant v oblasti bezpečnosti, specializován především na zpravodajské služby, o kterých příležitostně publikuje a vyučuje.
Podílel se na činnosti Ústavu strategických studií Univerzity obrany v Brně, kde měl zásadní podíl na vzniku publikace Česká bezpečnostní terminologie.
Obdržel dvě státní vyznamenání, Medaili Za zásluhy o bezpečnost České republiky II. stupně (2002) a Cenu Jaroslava Jandy (2003).
Je externím spolupracovníkem Fakulty sociálních studií Masarykovy univerzity, kde v rámci oboru bezpečnostní a strategická studia přednášel a podílel se na výzkumu. V letech 2001–2006 byl členem správní rady Vzdělávací nadace Jana Husa. Je rovněž členem redakční rady odborného politologického a bezpečnostního časopisu Obrana a strategie vydávaného Univerzitou obrany.
Dne 8. května 2024 jej prezident Petr Pavel povýšil do hodnosti brigádního generála ve výslužbě.